# Maria Anna von Sachsen (1728–1797)

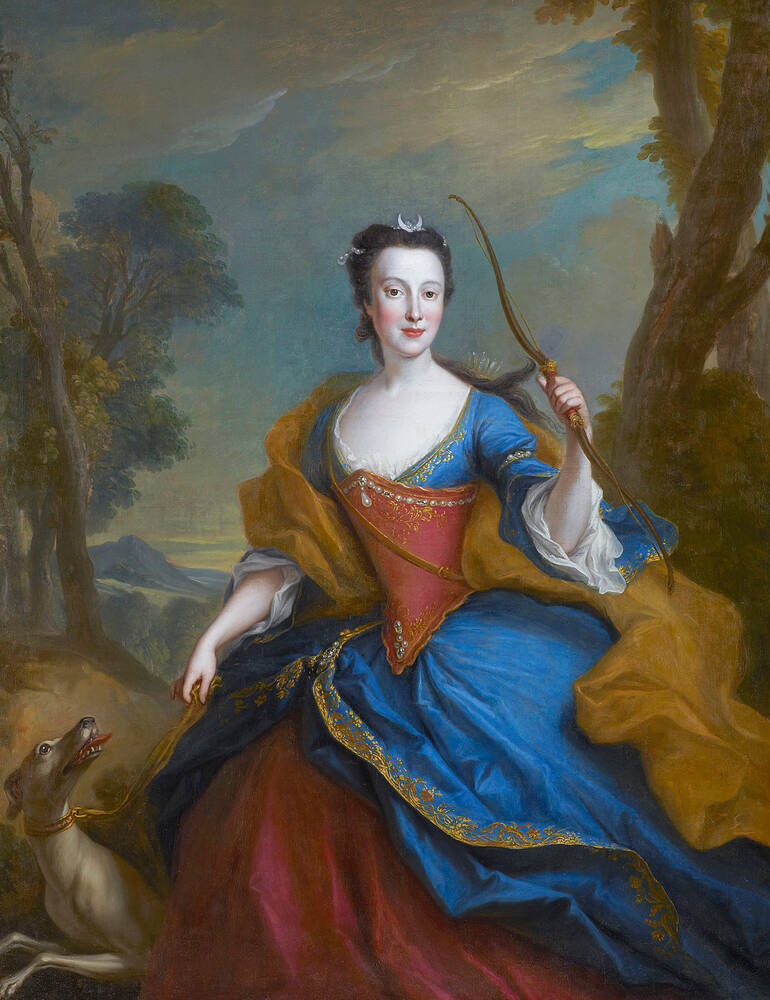
Maria Anna von Sachsen als Göttin Diana, 1746, vor ihrer Eheschließung

Maria Anna Sophie Sabina Angela Franziska Xaveria, Prinzessin von Polen und Sachsen (* 29. August 1728 in Dresden; † 17. Februar 1797 in München), war durch Heirat von 9. Juli 1747 bis 30. Dezember 1777 Kurfürstin von Bayern. Die französische Kronprinzessin Maria Josepha von Sachsen war ihre Schwester, wodurch sie zur Tante dreier Könige von Frankreich wurde.

## Leben
Maria Anna war eine Tochter von Friedrich August II., Kurfürst von Sachsen und König von Polen (als dieser August III.), und der österreichischen Erzherzogin Maria Josefa (Tochter Kaiser Josephs I.) und damit Enkelin Augusts des Starken. Insgesamt hatte sie 14 Geschwister, darunter den späteren Kurfürsten von Sachsen Friedrich Christian und die französische Thronfolgerin Maria Josepha.
Maria Anna heiratete 1747 den bayerischen Kurfürsten Maximilian III. Joseph. 1759 lebte ihr Bruder, der spätere Kurfürst Friedrich Christian, nach seiner Flucht im Konflikt mit Preußen für zwei Jahre als Gast an ihrem Hof. Maria Annas Ehe blieb kinderlos und die altbayerische Linie der Wittelsbacher starb 1777 mit Maximilian III. Joseph aus. Als Witwensitz erwählte sie nach dessen Tod Schloss Fürstenried. Maria Anna ist die Gründerin des Damenstifts in München.
Historisch hervorgetreten ist Maria Anna vor allem nach dem Tode ihres Ehemanns. Dessen Nachfolger als Kurfürst, Karl Theodor, hatte keine innere Beziehung zu Bayern und war gewillt, Teile Bayerns 1778 gegen Vorderösterreich und einige Jahre danach ganz Bayern gegen die österreichischen Niederlande zu tauschen. Maria Anna und Maria Anna von Pfalz-Sulzbach, die Bayerns Eigenständigkeit bedroht sahen, setzten sich mit Friedrich II. von Preußen und Karl Theodors Erben Karl II. August in Verbindung und der preußische König drohte sowohl Bayern als auch Österreich mit Krieg, sollte der Plan Karl Theodors verwirklicht werden. Kaiser Joseph II. schreckte vor einem weiteren Krieg mit Preußen zurück und ließ seine Pläne schließlich 1785 endgültig fallen.
Die spätestens seither in Bayern sehr verehrte Maria Anna wurde 1797 in der Theatinerkirche zu München beigesetzt. Ihr Herz wurde getrennt bestattet und befindet sich in der Gnadenkapelle von Altötting.

## Vorfahren
| Ahnentafel Maria Anna von Sachsen | Ahnentafel Maria Anna von Sachsen                                                                   | Ahnentafel Maria Anna von Sachsen                                                               | Ahnentafel Maria Anna von Sachsen                                                                             | Ahnentafel Maria Anna von Sachsen                                                                             | Ahnentafel Maria Anna von Sachsen                                                           | Ahnentafel Maria Anna von Sachsen                                                                           | Ahnentafel Maria Anna von Sachsen                                                                                   | Ahnentafel Maria Anna von Sachsen                                                                                   |
| --------------------------------- | --------------------------------------------------------------------------------------------------- | ----------------------------------------------------------------------------------------------- | --- | --- | ------------------------------------------------------------------------------------------- | --- | --- | --- |
| Urur- großeltern                  | Kurfürst Johann Georg II. (1613–1680) ⚭ 1638 Magdalena Sibylle von Brandenburg-Bayreuth (1612–1687) | König Friedrich III. (1609–1670) ⚭ 1643 Sophie Amalie von Braunschweig-Calenberg (1628–1685)    | Erdmann August von Brandenburg-Bayreuth (1615–1651) ⚭ 1641 Sophie von Brandenburg-Ansbach (1614–1646)         | Herzog Eberhard III. (1614–1674) ⚭ 1637 Anna Katharina Dorothea von Salm-Kyrburg (1614–1655)                  | Kaiser Ferdinand III. (1608–1657) ⚭ 1631 Maria Anna von Spanien (1606–1646)                 | Kurfürst Philipp Wilhelm von der Pfalz (1615–1690) ⚭ 1653 Elisabeth Amalia von Hessen-Darmstadt (1635–1709) | Herzog Georg (1582–1641) ⚭ 1617 Anna Eleonore von Hessen-Darmstadt (1601–1659)                                      | Eduard von der Pfalz (1625–1663) ⚭ 1645 Anna Gonzaga (1616–1684)                                                    |
| Ur- großeltern                    | Kurfürst Johann Georg III. (1647–1691) ⚭ 1666 Anna Sophie von Dänemark und Norwegen (1647–1717)     | Kurfürst Johann Georg III. (1647–1691) ⚭ 1666 Anna Sophie von Dänemark und Norwegen (1647–1717) | Markgraf Christian Ernst von Brandenburg-Bayreuth (1644–1712) ⚭ 1671 Sophie Luise von Württemberg (1642–1702) | Markgraf Christian Ernst von Brandenburg-Bayreuth (1644–1712) ⚭ 1671 Sophie Luise von Württemberg (1642–1702) | Kaiser Leopold I. (1640–1705) ⚭ 1676 Eleonore Magdalene von der Pfalz (1655–1720)           | Kaiser Leopold I. (1640–1705) ⚭ 1676 Eleonore Magdalene von der Pfalz (1655–1720)                           | Herzog Johann Friedrich von Braunschweig-Calenberg (1625–1679) ⚭ 1668 Benedicta Henriette von der Pfalz (1652–1730) | Herzog Johann Friedrich von Braunschweig-Calenberg (1625–1679) ⚭ 1668 Benedicta Henriette von der Pfalz (1652–1730) |
| Großeltern                        | König August II. (1670–1733) ⚭ 1693 Christiane Eberhardine von Brandenburg-Bayreuth (1671–1727)     | König August II. (1670–1733) ⚭ 1693 Christiane Eberhardine von Brandenburg-Bayreuth (1671–1727) | König August II. (1670–1733) ⚭ 1693 Christiane Eberhardine von Brandenburg-Bayreuth (1671–1727)               | König August II. (1670–1733) ⚭ 1693 Christiane Eberhardine von Brandenburg-Bayreuth (1671–1727)               | Kaiser Joseph I. (1678–1711) ⚭ 1699 Wilhelmine Amalie von Braunschweig-Lüneburg (1673–1742) | Kaiser Joseph I. (1678–1711) ⚭ 1699 Wilhelmine Amalie von Braunschweig-Lüneburg (1673–1742)                 | Kaiser Joseph I. (1678–1711) ⚭ 1699 Wilhelmine Amalie von Braunschweig-Lüneburg (1673–1742)                         | Kaiser Joseph I. (1678–1711) ⚭ 1699 Wilhelmine Amalie von Braunschweig-Lüneburg (1673–1742)                         |
| Eltern                            | König August III. (1696–1763) ⚭ 1719 Maria Josepha von Österreich (1699–1757)                       | König August III. (1696–1763) ⚭ 1719 Maria Josepha von Österreich (1699–1757)                   | König August III. (1696–1763) ⚭ 1719 Maria Josepha von Österreich (1699–1757)                                 | König August III. (1696–1763) ⚭ 1719 Maria Josepha von Österreich (1699–1757)                                 | König August III. (1696–1763) ⚭ 1719 Maria Josepha von Österreich (1699–1757)               | König August III. (1696–1763) ⚭ 1719 Maria Josepha von Österreich (1699–1757)                               | König August III. (1696–1763) ⚭ 1719 Maria Josepha von Österreich (1699–1757)                                       | König August III. (1696–1763) ⚭ 1719 Maria Josepha von Österreich (1699–1757)                                       |
| Maria Anna von Sachsen            | |                                                                                                 | | |                                                                                             | | | |

## Varia
Das prächtig verzierte, Ignaz Günther zugeschriebene Allianzwappen Bayern-Sachsen im Giebel der Theatinerkirche erinnert an die Ehe Maria Annas mit Maximilian III. Joseph.

## Orden
- Sternkreuzorden
- Russischer Orden der Heiligen Katharina (9. Märzjul. / 20. März 1748greg.)[2]
- St.-Anna-Orden (Bayern) (Stifterin, 19. September 1783)

## Bilder

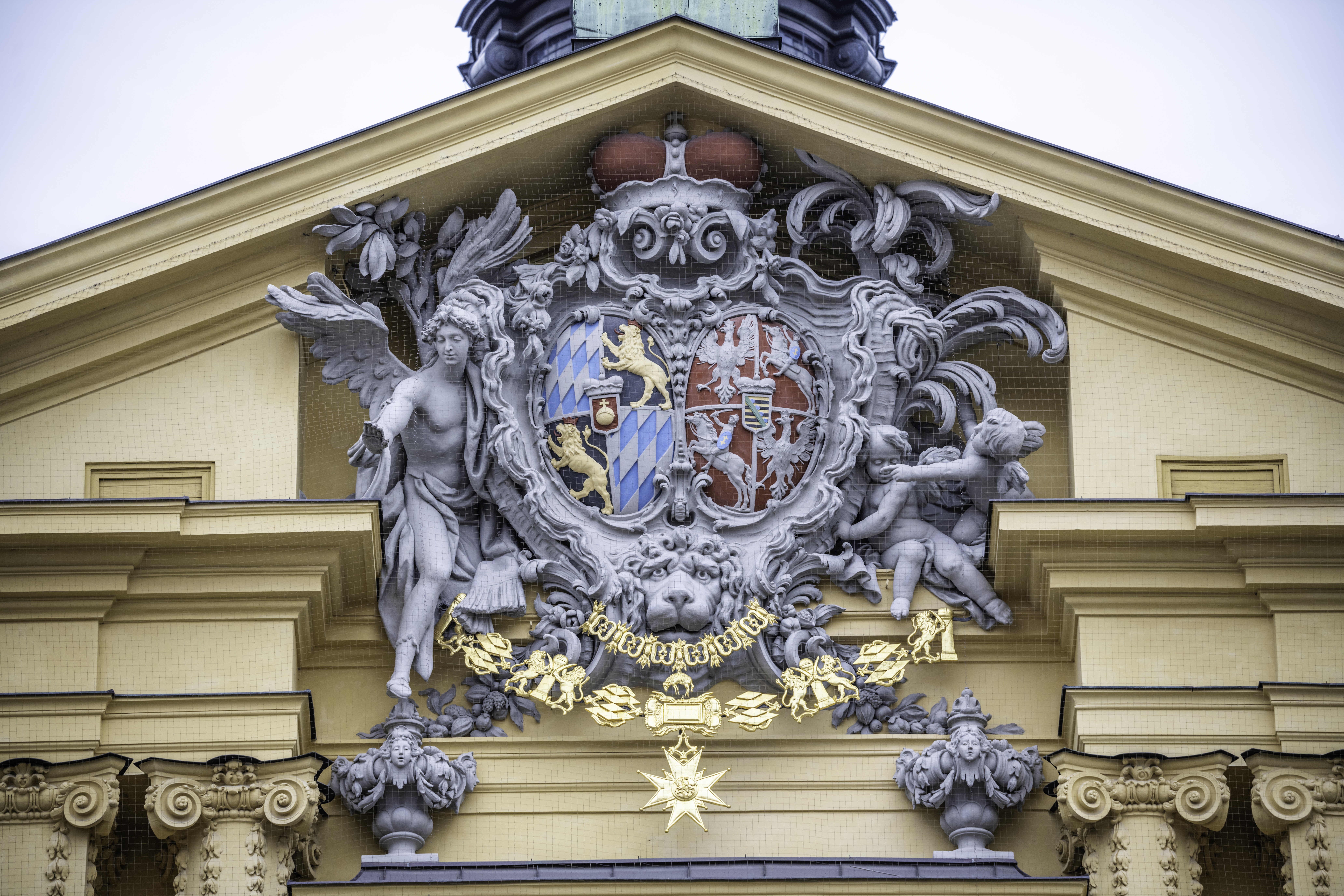
Allianzwappen Bayern-Sachsen an der Theatinerkirche
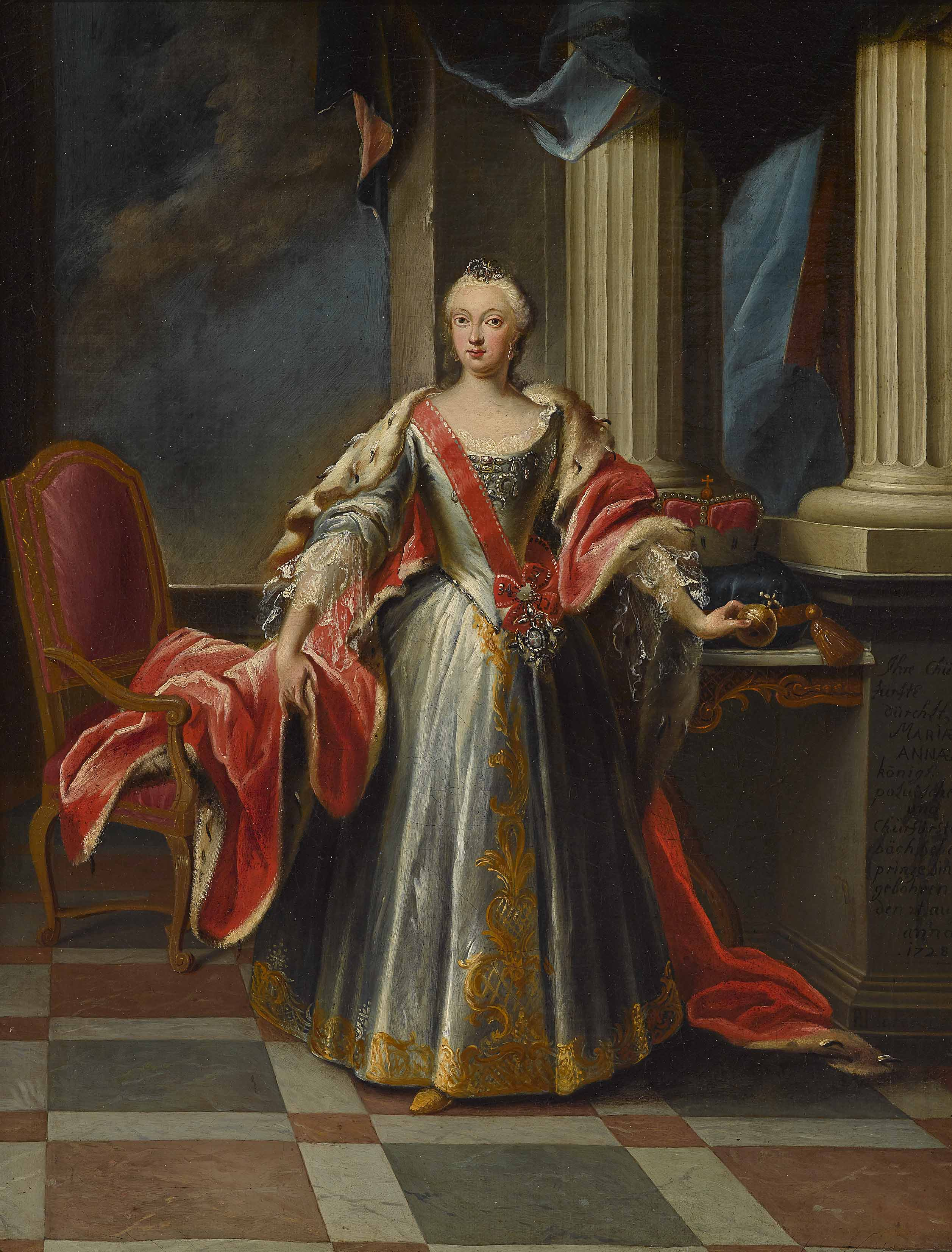
Maria Anna als Kurfürstin
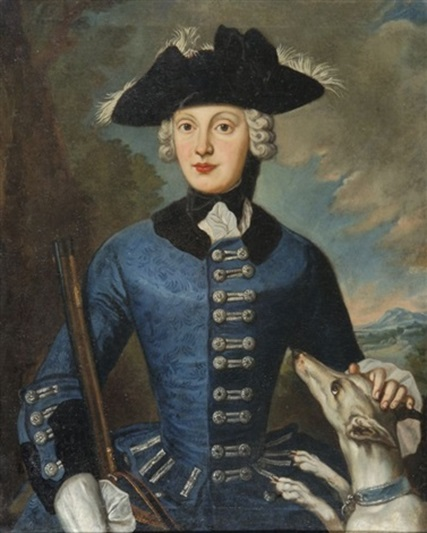
Maria Anna im Jagdkostüm
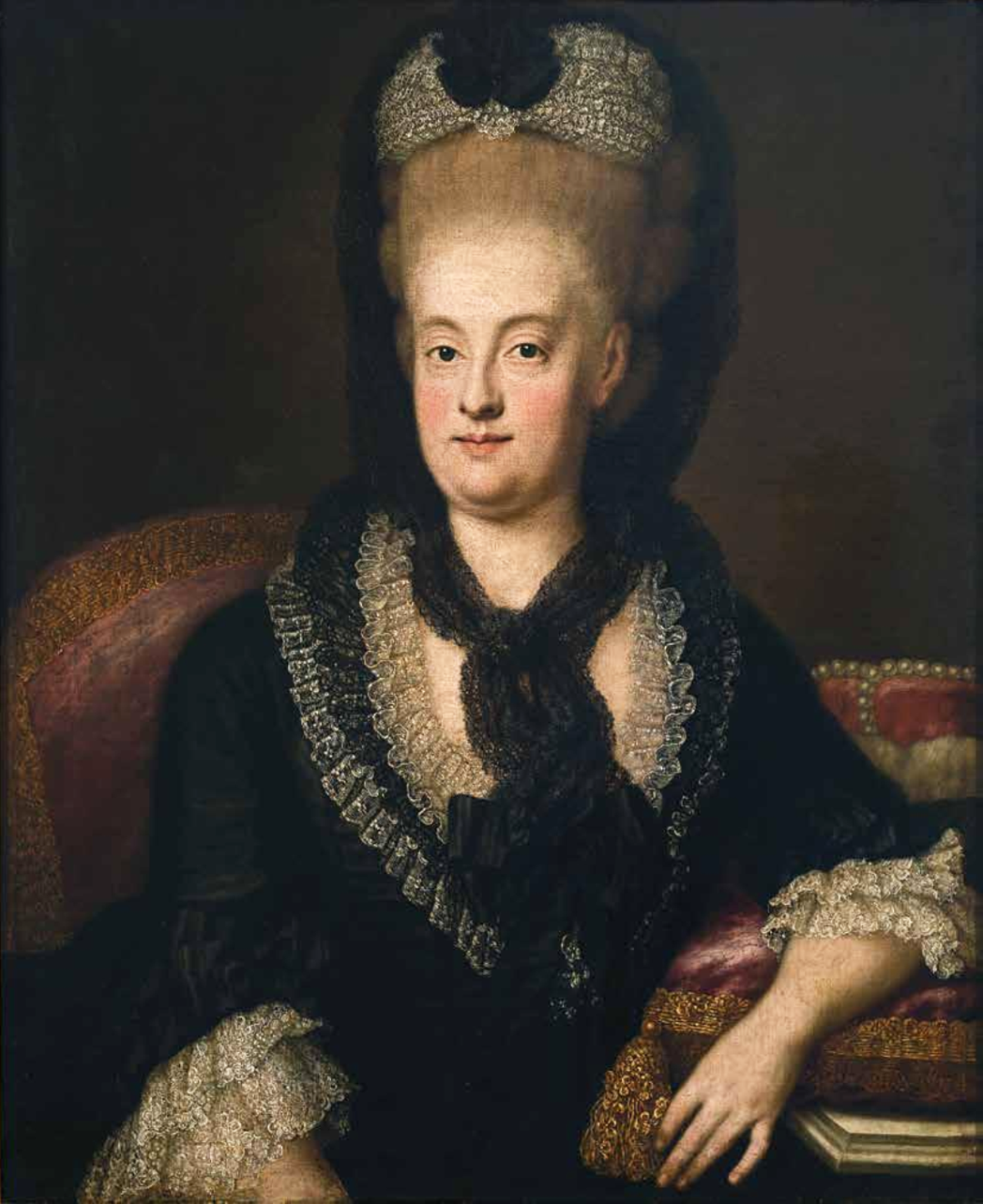
Maria Anna als Witwe